# Cmentarz żydowski w Felsztynie
Cmentarz żydowski w Felsztynie – został założony przypuszczalnie po powstaniu w Nowym Mieście samodzielnej gminy żydowskiej w  połowie XIX w., aczkolwiek dokładna data nie jest znana. Stan zachowania cmentarza nie jest znany. Jest położony w północnej części miejscowości przy drodze do Koniowa.